# Eurobowl VIII
Eurobowl VIII war das Endspiel der achten Saison der European Football League. Am 4. Juni 1994 standen sich die Bergamo Lions und die London Olympians gegenüber. Die englischen Olympians konnten das Endspiel mit 26 zu 23 knapp gewinnen.

## Spielverlauf

Endstand des Spiels

Die ersten Punkte des Spiels machte ein Spieler aus Bergamo. Der US-amerikanische Runningback Stephen Beck lief einen 3-Yard-Touchdown. Darauf folgte ein langer 91-Yard-Touchdown-Lauf der Olympians, wobei der Extrapunktversuch fehlschlug. Im zweiten Spielviertel konnten beide Mannschaften noch einen Touchdown erzielen, die versuchte Two-Point Conversion der Olympians zum Ausgleich war aber erfolgreich, womit es mit einem Zwischenstand von 14 zu 14 in die Halbzeitpause ging. In der zweiten Halbzeit konnten die Lions das erste Field Goal in der Geschichte des Eurobowls erzielen, womit sie in Führung gehen konnten. Die Olympians konnten noch zwei weitere Touchdowns ohne Extrapunkte erzielen, der Versuch der Lions, durch einen Touchdown noch aufzuholen, schlug fehl. Somit stand der Endstand von 26 zu 23 für die London Olympians fest.

## Scoreboard
| Eurobowl VIII – Stuttgart (16.850 Zuschauer) | Eurobowl VIII – Stuttgart (16.850 Zuschauer) | Eurobowl VIII – Stuttgart (16.850 Zuschauer) | Eurobowl VIII – Stuttgart (16.850 Zuschauer)         | Eurobowl VIII – Stuttgart (16.850 Zuschauer)         | Eurobowl VIII – Stuttgart (16.850 Zuschauer)         | Eurobowl VIII – Stuttgart (16.850 Zuschauer)         |
| -------------------------------------------- | -------------------------------------------- | -------------------------------------------- | ---------------------------------------------------- | ---------------------------------------------------- | ---------------------------------------------------- | ---------------------------------------------------- |
| Team                                         | Team                                         | Punkte                                       | Q1                                                   | Q2                                                   | Q3                                                   | Q4                                                   |
| London Olympians                             | London Olympians                             | 26                                           | 0                                                    | 14                                                   | 6                                                    | 6                                                    |
| Bergamo Lions                                | Bergamo Lions                                | 23                                           | 7                                                    | 7                                                    | 3                                                    | 6                                                    |
| Olympians                                    | Lions                                        | Spieler                                      | Spielzug                                             | Spielzug                                             | Spielzug                                             | Spielzug                                             |
| 0                                            | 7                                            | Steven Beck                                  | 3-Yard Lauf (PAT Vitali)                             | 3-Yard Lauf (PAT Vitali)                             | 3-Yard Lauf (PAT Vitali)                             | 3-Yard Lauf (PAT Vitali)                             |
| 6                                            | 7                                            | Leonard Valentine                            | 91-Yard Lauf                                         | 91-Yard Lauf                                         | 91-Yard Lauf                                         | 91-Yard Lauf                                         |
| 6                                            | 14                                           | Steven Beck                                  | 1-Yard Lauf (PAT Vitali)                             | 1-Yard Lauf (PAT Vitali)                             | 1-Yard Lauf (PAT Vitali)                             | 1-Yard Lauf (PAT Vitali)                             |
| 14                                           | 14                                           | Wessley Garth                                | 82-Yard Pass von Leonard Valentine (Conv. Valentine) | 82-Yard Pass von Leonard Valentine (Conv. Valentine) | 82-Yard Pass von Leonard Valentine (Conv. Valentine) | 82-Yard Pass von Leonard Valentine (Conv. Valentine) |
| 14                                           | 17                                           | Vitali                                       | 22-Yard Field Goal                                   | 22-Yard Field Goal                                   | 22-Yard Field Goal                                   | 22-Yard Field Goal                                   |
| 20                                           | 17                                           | Steven Hutchinson                            | 16-Yard Lauf                                         | 16-Yard Lauf                                         | 16-Yard Lauf                                         | 16-Yard Lauf                                         |
| 26                                           | 17                                           | Steven Hutchinson                            | 10-Yard Lauf                                         | 10-Yard Lauf                                         | 10-Yard Lauf                                         | 10-Yard Lauf                                         |
| 26                                           | 23                                           | Umga Fine                                    | 16-Yard Lauf                                         | 16-Yard Lauf                                         | 16-Yard Lauf                                         | 16-Yard Lauf                                         |